# Respelt
Respelt (en wallon R'ssupê ) est un hameau de Belgique situé en Région wallonne dans la province de Luxembourg.
Il fait partie de l'ancienne commune de Longlier qui est depuis 1977 une section de la ville de Neufchâteau.

## Situation
Respelt se situe entre les localités de Tronquoy et de Molinfaing. Il se trouve à environ 7 km au nord-est de Neufchâteau, à quelques hectomètres au nord de l'autoroute E411 et de sa sortie n° 27.
Ce hameau d'Ardenne étire ses habitations dans un axe nord-ouest vers sud-est le long de la route de Marnau et du Monti Djauquet. Quelques habitations se trouvent aussi le long du chemin des Huttes prolongeant la localité vers le nord ainsi que dans l'ancien petit hameau agricole des Huzes implanté plus au sud.

## Description
Plusieurs fermes et fermettes avec cour jalonnent la localité. Certaines sont bâties en pierres de schiste apparentes. D'autres ont leurs façades recouvertes de crépi ou d'ardoises.
Aucun édifice religieux n'est présent dans le hameau. On dénombre toutefois trois croix de bois ainsi qu'une statue blanche représentant la Vierge dressée à l'entrée du hameau des Huzes.